# Syzygium rheophyticum
Syzygium rheophyticum är en myrtenväxtart som beskrevs av Peter Shaw Ashton. Syzygium rheophyticum ingår i släktet Syzygium och familjen myrtenväxter. Inga underarter finns listade i Catalogue of Life.